# 화악지암길
화악지암길은 홍적고개를 지나 가평군에서 춘천시 북부를 잇는 길로 가평읍과 화천읍 간 최단 경로이다.

## 주요 시설
- 이상원미술관